# Transporte em Porto Alegre

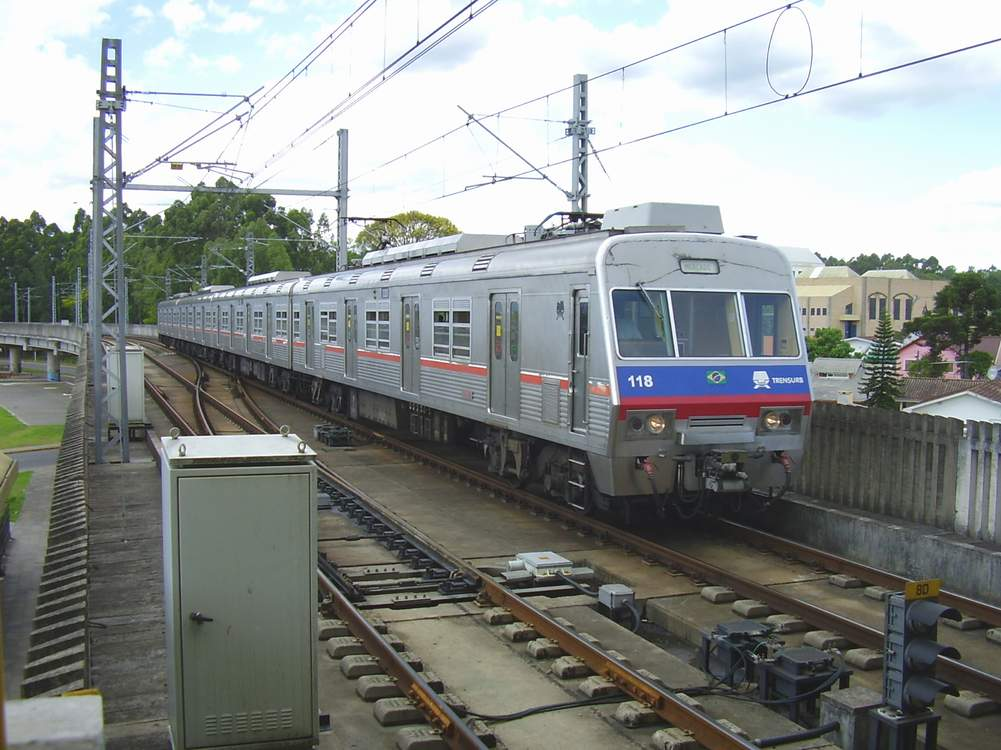
linha do Metrô de Porto Alegre

O transporte na cidade de Porto Alegre, por esta ser uma metrópole, é, em boa parte do tempo, caótico, em função do crescimento acelerado do número de veículos na cidade.
Os engarrafamentos comprometem o fluxo do trânsito, motivado por grande parte de motoristas de automóveis particulares circularem sozinhos, ou seja, sem passageiros.
Ocorrem algumas vezes problemas nas linhas de ônibus, como atrasos, mas a situação na maioria das vezes é sob controle.
Os alagamentos em dias de muita chuva, um dos maiores problemas no trânsito de Porto Alegre, devem ser controlados com a construção do Conduto Álvaro Chaves-Goethe, obra de drenagem urbana de grande impacto da cidade. Iniciada no dia 2 de maio de 2005, a obra teve término em 2008.
O transporte nas ruas e avenidas da cidade por vezes demonstram sinais de saturação. Apesar das diversas mudanças de tráfego já realizadas, os engarrafamentos ainda são constantes nas principais avenidas da cidade, nos horários de pico.
A antiga ponte do Guaíba, que liga a capital à região sul do Estado, é um dos cartões-postais de Porto Alegre. Atualmente ela é motivo de reclamações por parte de motoristas e empresários que reclamam do tempo em que ela fica inutilizada, quando seu vão móvel está içado para a passagem de navios de grande porte. Foi construída uma segunda ponte, passando pela Ilha do Pavão e Ilha Grande dos Marinheiros, sem vão móvel, de maior extensão e maior altura, tal que permita a passagem de navios pelo Guaíba.

## Fiscalização
A EPTC é a empresa que planeja e fiscaliza as atividades relacionadas ao trânsito e aos transportes de Porto Alegre. Os fiscais de trânsito trabalham em eventos que necessitam de um gerenciamento do trânsito, em locais de conflito entre pedestres e veículos, no atendimento de chamadas de acidentes ou veículos estacionados inadequadamente ou na fiscalização de vias estratégicas, equipados com radares móveis.
A cidade conta com diversos pardais e lombadas eletrônicas, dispositivos que fiscalizam eletronicamente os motoristas, fotografando as placas dos veículos e os multando quando ocorrer infração à lei, na tentativa de redução de acidentes provocados pelo excesso de velocidade desenvolvida por veículos automotores.

## Programas de conscientização
O programa de conscientização com foco no trânsito Vida Urgente desenvolvido pela Fundação Thiago de Moraes Gonzaga, existe desde 1996 na cidade. A Fundação Thiago de Moraes Gonzaga foi criada em 1996 pelo casal Régis e Diza Gonzaga, pais de Thiago, que perdeu a vida aos 18 anos em um acidente de trânsito, porém este programa não é bem utilizado e quase ninguém o conhece.
O símbolo do programa é uma borboleta. Algumas borboletas foram pintadas no pavimento de algumas vias de Porto Alegre, indicando, de forma a conscientizar os motoristas, locais onde houve acidentes de trânsito com morte (Isto não é mais feito pois acidentes com mortes são comuns).

## Ruas e avenidas
As principais vias arteriais radiais do trânsito urbano são:
- Avenida Osvaldo Aranha e Avenida Protásio Alves - interligam a área central à grande maioria dos bairros centrais e a zona leste de Porto Alegre.
- Avenida João Pessoa - interliga a área central às zonas sul e leste.
- Avenida Ipiranga - principal via de fluxo no sentido leste-oeste/oeste-leste, famosa pelo seu canal central - o arroio Dilúvio, que percorre desde o início da avenida na zona leste, próximo aos limites com o município de Viamão até o Lago Guaíba;
- Avenida Bento Gonçalves - via sentido leste-oeste/oeste-leste ao sul, constituindo um prolongamento da RS-040, que corta a cidade de Viamão.
- Avenida Cristóvão Colombo e Avenida Assis Brasil - principal via do fluxo da zona norte de Porto Alegre
- Avenida Baltazar de Oliveira Garcia - principal via do fluxo que interliga Porto Alegre ao município de Alvorada
- Avenida Independência - avenida de fluxo único no sentido oeste-leste (sendo o sentido contrário exclusivo para o transporte coletivo e o seletivo); abastece o fluxo das zonas mais nobres da capital.
- Avenida Farrapos - liga o centro à zona norte e ao aeroporto, é também uma das vias de trânsito mais caótico da cidade;
- Avenida Presidente Castelo Branco (entre 2014 e 2017, denominada Avenida da Legalidade e da Democracia) - via de trânsito rápido às margens do lago Guaíba, liga a área central da cidade à Avenida Sertório e à ponte móvel sobre o Guaíba.
- Avenida Sertório - arterial no extremo norte da cidade, prolongamento da BR-116 em direção à zona industrial de Porto Alegre.
- Avenida Borges de Medeiros - histórica avenida central de Porto Alegre, a primeira a interligar o centro à zona sul da cidade.
- Avenida Praia de Belas, Avenida Padre Cacique, Avenida Icaraí, Avenida Wenceslau Escobar, Avenida Cavalhada, Avenida Edgar Pires de Castro e Avenida Juca Batista - principais avenidas da zona sul.
- Avenida Nilo Peçanha
- Rua 24 de Outubro
- Avenida Plínio Brasil Milano
- Avenida Professor Oscar Pereira
- Avenida Carlos Barbosa
- Avenida João de Oliveira Remião

As principais vias arteriais perimetrais do trânsito urbano são:
- Primeira Perimetral - contorna o centro de Porto Alegre e compreendendo as seguintes vias: Avenida Loureiro da Silva, Avenida Presidente João Goulart, Avenida Mauá, Rua da Conceição, e Avenida Paulo da Gama.
- Segunda Perimetral - conjunto de vias que leva do bairro Praia de Belas ao bairro Floresta, passando pelas seguintes vias: Rua José de Alencar, Avenida da Azenha, Avenida Princesa Isabel, Avenida Silva Só, Rua Mariante, Avenida Goethe, Rua Dr. Timóteo e Rua Félix da Cunha.
- Terceira Perimetral - maior via urbana de Porto Alegre, formada por um conjunto de avenidas antes já existentes, e que recentemente foram todas unificadas transformando-se numa imensa e moderna via arterial que liga a zona sul de Porto Alegre até as imediações do Aeroporto Salgado Filho, na zona norte pelo centro-leste da cidade; inclui as seguintes vias: Avenida Carlos Gomes (grande polo econômico e comercial da capital), Rua Dom Pedro II e Avenida Teresópolis.
- Rua Professor Cristiano Fischer

## Transporte público

### Ônibus urbanos

#### Infraestrutura
A infraestrutura do sistema de ônibus de Porto Alegre é organizada em diversos componentes estruturais. Entre eles estão 58,9 km de corredores exclusivos para ônibus do sistema metropolitano e municipal, 37,9 km de faixas exclusivas para ônibus e lotações, algumas com restrições de uso para veículos convencionais em horários específicos, e terminais de ônibus que facilitam a integração dos serviços. Além disso, as linhas são equipadas com aparelhos de GPS, o que ajuda os usuários a monitorarem os horários do serviço, e quase 100% da frota é acessível para pessoas com deficiência, seja com elevadores para o acesso de cadeirantes, seja com acesso em plataformas em nível (caso da Avenida Sertório) ou com acesso universal proporcionado pelos ônibus de piso baixo.
Existem, também, mas que não estão marcados neste mapa, os corredores de ônibus das avenidas Érico Veríssimo e Aureliano de Figueiredo Pinto (conhecido como Cascatinha) e o mais recente corredor construído, das avenidas Divisa, Cruzeiro do Sul, Moab Caldas e Silva Paes (conhecido como Tronco).

### Sistema municipal

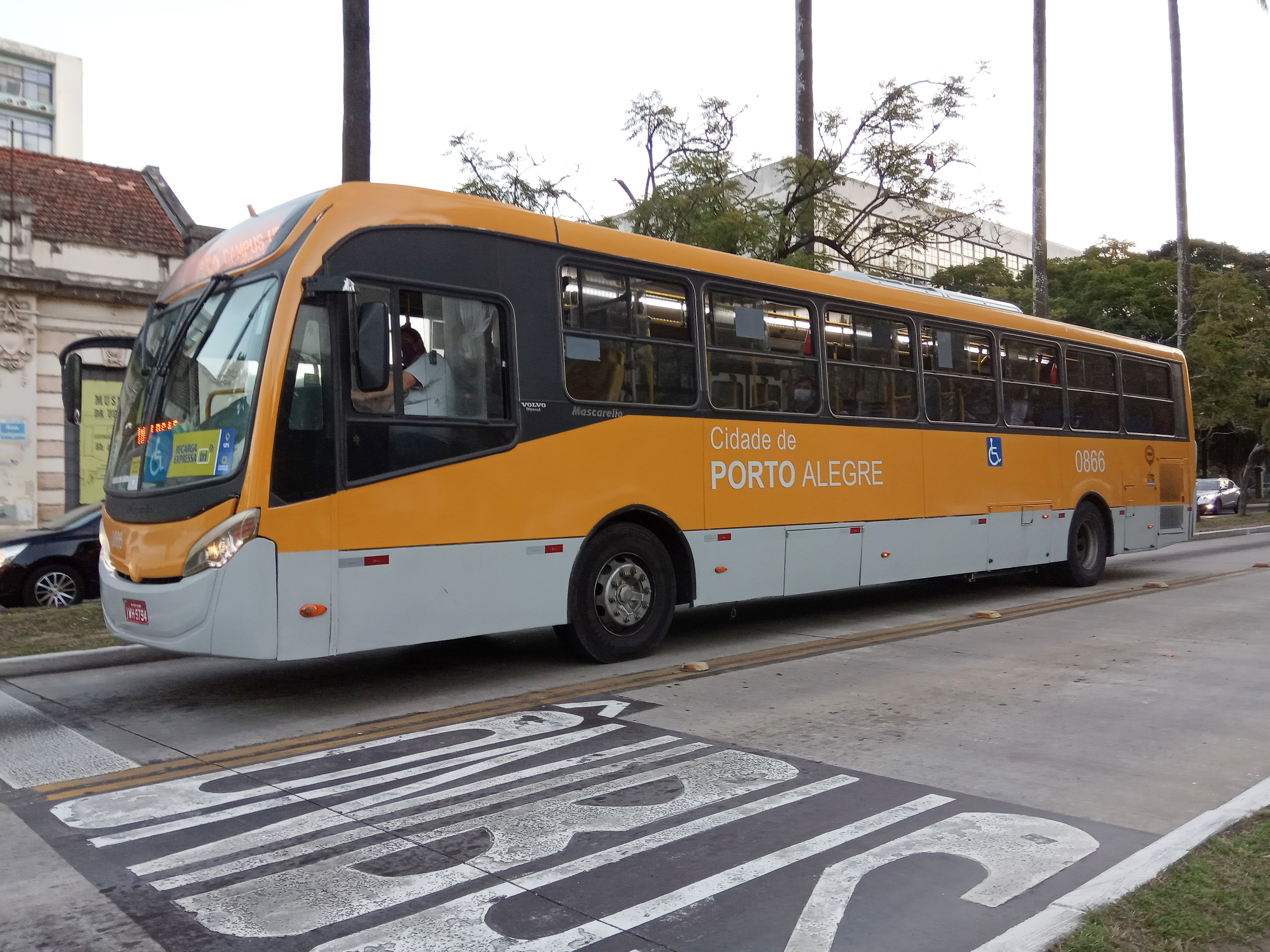
Ônibus da Carris, a maior empresa de transporte coletivo por ônibus da cidade.

A organização das linhas depende de seus prefixos (códigos), o que indica o eixo e a zona atendida pelo ônibus, os prefixos em numerais indicam eixos e prefixos em letras indicam uma função exclusiva da linha. Após 2015, pela padronização realizada pelo prefeito José Fortunati, as cores das linhas começaram a seguir uma ordem lógica de cores: os ônibus vermelhos atendem a zona sul da cidade, os verdes as zonas leste e sudeste da cidade, os azuis a zona norte e os laranja, são de uso da Companhia Carris Porto-Alegrense que fazem linhas de função específica (prefixo de letras).

#### Prefixos numéricos
Todos os ônibus seguem seus eixos porém em algum momento passam por terminais e/ou estações na região central.
- 1xxx - indica que a linha atende o eixo beira do Guaíba / Praia de Belas; atendem a zona sul da cidade.[3]
- 2xxx - indica que a linha atende o eixo Azenha / Cavalhada / Oscar Pereira; atendem a zona sul da cidade.[3]
- 3xxx - indica que a linha atende o eixo Avenida Bento Gonçalves; atendem a zona leste e sudeste da cidade.[3]
- 4xxx - indica que a linha atende o eixo Avenida Protásio Alves; atendem a zona leste e sudeste da cidade.[3]
- 5xxx - indica que a linha atende o eixo Avenida Independência.[3]
- 6xxx - indica que a linha atende o eixo Avenida Assis Brasil; atende a zona norte da cidade.[3]
- 7xxx - indica que a linha atende o eixo Navegantes / Avenida Sertório; atende a zona norte da cidade.[3]
- 8xxx - indica que a linha atende o eixo Avenida Caíru / Zona Norte; atende a zona norte da cidade.[3]

#### Prefixos em letras
- A - Alimentadoras; fazem alguma integração com alguma linha no terminal bairro.[3]
- B - Bairro; fazem terminal/terminal sem passar pelo centro; existem somente na Zona Norte.[3]
- C - Circulares; fazem uma rota circular, geralmente sem passar pelos mesmos locais, e com um único terminal.[3]
- D - Diretas; Não param em todas paradas; trafegam por vias expressas.[3]
- E - Eventual; Linhas que são ligadas apenas em eventos especiais e podem ter suas rotas alteradas.[3]
- F - Futebol; Auxilia no abastecimento dos estádios Beira-Rio, Arena e Passo d'Areia durante dias de jogos.[3]
- M - Madrugadão; Auxilia no serviço da balada segura e transporte de trabalhadores no turno da madrugada quando outras linhas já acabaram seus expedientes.[3]
- O - Orla; trata-se de desvios de linhas já existentes para atender ao Trecho 1 da Orla do Guaíba, com operação somente aos sábados, domingos e feriados.[3]
- R - Rápida; Só param em algumas paradas solicitadas, transporte rápido.[3]
- SD - Semi-Diretas; Linhas com parte do trajeto sem paradas, e outros trechos onde há diversos pontos de parada, como os corredores de ônibus.[3]
- T - Transversal; Fazem o transporte entre as zonas norte, sul e leste e seus dependentes sem passar pelo centro.[3]
- TR - Troncal; liga uma certa central terminal a uma avenida por qual percorre inteira.[3]

### Sistema metropolitano
Além do transporte dentro do município, a capital também conta com um sistema de interligação com toda a região metropolitana, gerido pela Metroplan, a Fundação Estadual de Planejamento Metropolitano e Regional do Rio Grande do Sul. Esses ônibus normalmente circulam apenas pelas principais avenidas da cidade, com o objetivo de facilitar a integração com outros municípios por meio de estradas municipais, rodovias estaduais e federais.
| Cidade de Destino         | Número de linhas | Modalidades atendidas       |
| ------------------------- | ---------------- | --------------------------- |
| São Sebastião do Caí      | 1                | Seletivo                    |
| Santo Antônio da Patrulha | 1                | Semi-direto                 |
| Viamão                    | 93               | Comum Executivo Semi-direto |
| Canoas                    | 7                | Comum Semi-direto           |
| São Leopoldo              | 5                | Comum                       |
| Sapucaia do Sul           | 2                | Comum Semi-direto           |
| Esteio                    | 2                | Semi-direto                 |
| Alvorada                  | 119              | Comum                       |
| Taquara                   | 2                | Rota Comum                  |
| Parobé                    | 1                | Comum                       |
| Arroio dos Ratos          | 1                | Comum                       |
| Montenegro                | 2                | Comum Direto                |
| Nova Santa Rita           | 1                | Comum                       |
| São Jerônimo              | 4                | Comum Semi-direto           |
| Charqueadas               | 1                | Comum                       |
| Triunfo                   | 1                | Comum                       |
| Cachoeirinha              | 12               | Comum Seletivo Semi-direto  |
| Gravataí                  | 48               | Comum Semi-direto           |
| Novo Hamburgo             | 4                | Comum Semi-direto           |
| Guaíba                    | 9                | Comum Semi-direto           |
| Eldorado do Sul           | 2                | Comum Semi-direto           |

### Metrô e aeromóvel

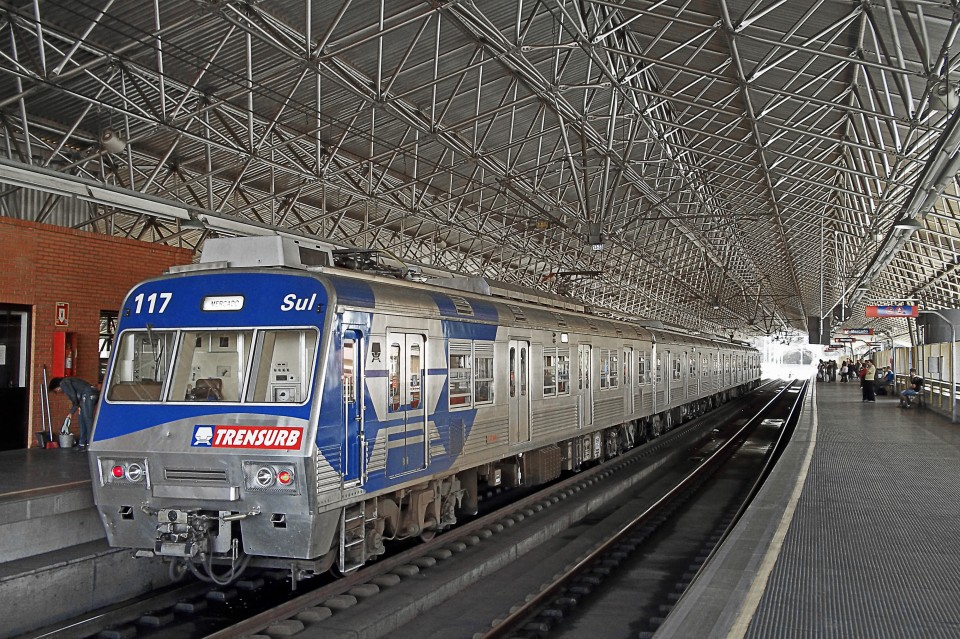
imagem do Metrô de Porto Alegre

A malha ferroviária da cidade de Porto Alegre possui 9 quilômetros de via dentro do município. Estas vias são utilizadas para mobilidade urbana, integrando-se ao sistema de metrô interurbano, o Trensurb. Este sistema auxilia os usuários em viagens para cidades da região metropolitana, como Canoas, Esteio, Novo Hamburgo, São Leopoldo e Sapucaia do Sul. Dentro da cidade, o metrô possui seis estações: Mercado (no Mercado Público), Rodoviária (na Rodoviária de Porto Alegre), São Pedro (na Avenida Castello Branco), Farrapos (na Avenida Farrapos), Aeroporto (no Aeroporto Internacional Salgado Filho) e Anchieta (no bairro Anchieta). A cidade também possui um quilômetro de trilhos de aeromóvel na região do aeroporto. O aeromóvel auxilia o transporte de passageiros da estação aeroporto do metro para dentro das propriedades do Aeroporto Salgado Filho.

### Lotações
Outras alternativas de transporte público são as lotações. Trata-se de um serviço complementar de transporte, que dispõe atualmente de pouco menos de 200   micro-ônibus seletivos, com capacidade de 21 ou 25 lugares. Já existiram 31 linhas principais de lotação na cidade, sem contar suas variantes; atualmente, menos de vinte linhas estão em operação. A diminuição crescente de passageiros do modal ano após ano, causada pela popularização dos aplicativos de transportes (Uber, 99 e similares), ainda mais evidente com a pandemia de COVID-19, fez que diversos permissionários de lotação encerrassem suas atividades. Todas as linhas partem do Centro de Porto Alegre para diversos bairros da cidade, e vice-versa. 

### Táxis
O sistema de táxi possui cerca de três mil e oitocentos veículos na cidade. Até 2018, eles eram identificados pela cor vermelho-alaranjado (ou vermelho ibérico) para os táxis convencionais e branco para os táxis do Aeroporto (cerca de duzentos carros); no final daquele ano, foi sancionada pelo então prefeito de Porto Alegre, Nelson Marchezan Júnior, a mudança de cor dos táxis da cidade para o branco, atendendo a uma antiga reivindicação dos permissionários. Todos os carros do sistema são de quatro portas e quase todos possuem ar condicionado. No final de 2016, após licitação realizada pelo Município, teve início a operação de táxi especial para pessoas com deficiência, com cerca de 80 veículos  com equipamento especial para içamento de cadeiras de rodas. A maior demanda por táxis em Porto Alegre ocorre nos horários de pico (entre as 7h e as 8h30 da manhã e entre as 17h30 e as 19h); além de dias chuvosos.

### Veículos de aplicativos
Porto Alegre começou a operar com a companhia de transportes individuais por aplicativos Uber no final de 2015, sendo regulamentada a operação na cidade em 2016. Nesse mesmo ano, inicia-se a operação dos aplicativos Cabify (que atualmente não opera mais no Brasil) e, no ano seguinte, 99, como alternativas para a utilização de transportes, constituindo uma concorrência entre as empresas e principalmente concorrendo com o serviço de táxis. Os aplicativos têm área de abrangência em praticamente todo o município, com exceção de algumas áreas consideradas "de risco" (pelo histórico de crimes ocorridos na região) e também em algumas regiões afastadas da área urbana da cidade.

O crescimento do uso dos veículos de aplicativos pelos habitantes de Porto Alegre nos últimos anos, tem inclusive ameaçado  a sobrevivência de outros modais de transporte, como os lotações, e até os ônibus convencionais.

## Aéreo
A malha aérea da cidade é principalmente centralizada na zona norte, onde se encontra o Aeroporto Internacional Salgado Filho, e na zona central, devido à concentração de hospitais, o que promove a existência de um maior número de helipontos. Ao todo, Porto Alegre possui dois aeroportos: o Aeroporto Internacional Salgado Filho e o Aeroporto de Belém Novo, localizado na zona sul da cidade, além de 7 helipontos distribuídos pela cidade.

### Aeroporto internacional

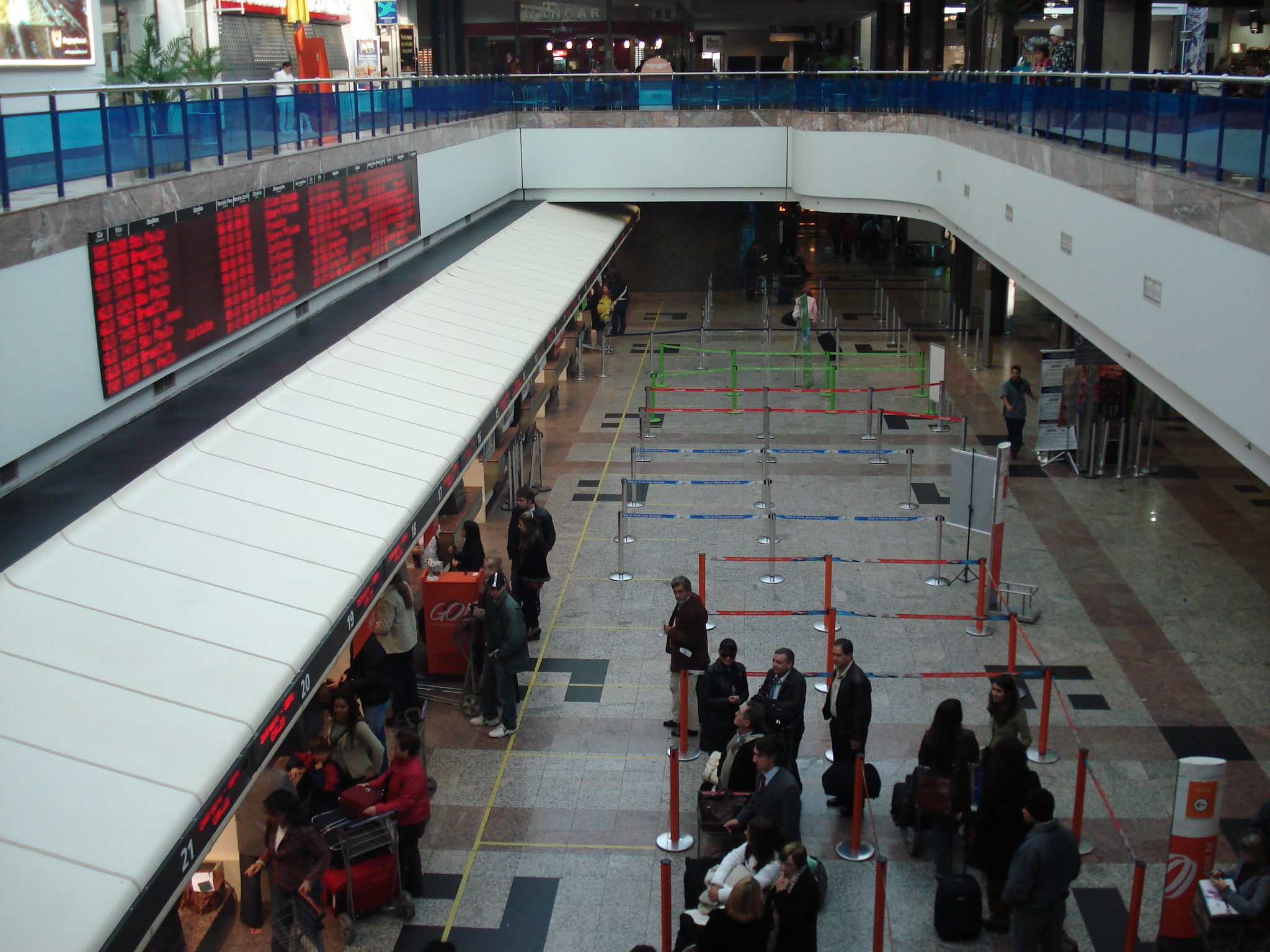
O Aeroporto Internacional Salgado Filho se localiza na zona norte da cidade.

O Aeroporto Internacional Salgado Filho está localizado na zona norte de Porto Alegre, recebendo aviões de todo país e alguns voos internacionais. Abrangendo uma área de 3,8 km² no bairro São João, é o principal aeroporto e com maior embarque e desembarque de passageiros do Sul do país.
O aeroporto atende regularmente os principais destinos do país, principalmente os aeroportos de Congonhas e Guarulhos (São Paulo), Galeão (Rio de Janeiro), Brasília e Curitiba, além de várias cidades de médio porte da Região Sul. Opera voos internacionais diretos para as cidades de Montevidéu, Buenos Aires, Lima, Cidade do Panamá e Lisboa.
O aeroporto passou por diversas obras de ampliação, previstas inicialmente para o período da Copa do Mundo de 2014, que não puderam ser concluídas a tempo por má gestão e falta de recursos. Em março de 2017, a empresa alemã Fraport venceu o leilão de concessão do aeroporto e, em janeiro de 2018, assumiu sua administração pelo período de 25 anos. A empresa prevê um investimento total de R$ 1,5 bilhão no aeroporto nos próximos anos. Em 2024, o Aeroporto Salgado Filho foi duramente atingido pela enchente em Porto Alegre, tanto a pista quanto a edificação do local, o que causou seu fechamento, e o consequente cancelamento de voos. Após limpezas, avaliações e obras de readequação da pista, o Aeroporto retomou suas atividades em 21 de outubro do mesmo ano.

## Porto

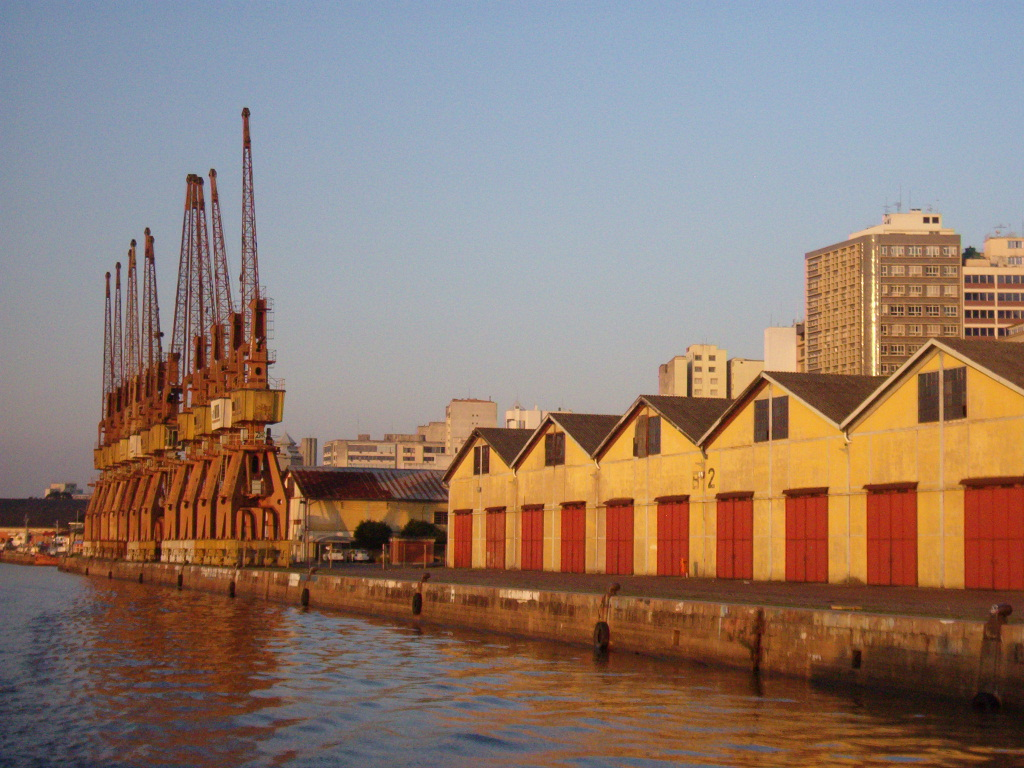
O porto de Porto Alegre na margem do encontro do lago Guaíba com a laguna dos Patos

O encontro do Lago Guaíba com a Laguna dos Patos em Porto Alegre conta com um porto, situado em sua margem oeste. Sua posição geográfica possibilita um tráfego permanente entre Porto Alegre e Buenos Aires, transportando produtos siderúrgicos e principalmente produtos agrícolas, podendo até servir de transporte publico com embarcações.
Por estar às margens do Guaíba, a cidade de Porto Alegre possui uma vasta rede fluvial. O município conta com sistemas de transporte intermetropolitano por balsas, operado por catamarãs da empresa CatSul, que integra-se à Metroplan, a Fundação Estadual de Planejamento Metropolitano e Regional do Rio Grande do Sul. Há duas estações na cidade: uma no Cais Mauá, no Centro Histórico, e outra no Píer Pontal, no bairro Praia de Belas. Esses catamarãs têm como destino a cidade de Guaíba, facilitando a travessia que anteriormente era realizada apenas pela Ponte do Guaíba.
Além desse sistema intermetropolitano, Porto Alegre conta com diversas empresas que operam com o objetivo de transporte para as ilhas da região do arquipélago. Devido à vasta área coberta pelo lago, a cidade realiza atividades econômicas como fretes de produtos através dos rios e turismo nas praias fluviais de Ipanema, Lami, Cachimbo, Veludo e Pedra Redonda. Além disso, a Orla do Guaíba possui um interesse turístico significativo. Porto Alegre também possui sua própria capitania dos portos para gerir essas atividades.

## Distâncias rodoviárias
de cidades brasileiras
- Belo Horizonte/MG - 1698 km
- Florianópolis/SC - 476 km
- Curitiba/PR - 711 km
- São Paulo/SP - 1109 km
- Rio de Janeiro/RJ - 1553 km
- Brasília/DF - 2027 km

de cidades do Mercosul
- Montevidéu/Uruguai - 890 km
- Buenos Aires/Argentina - 1063 km
- Assunção/Paraguai - 1102 km
- Santiago/Chile - 2450 km